# Adrián Galád
| 11118 Modra           | 9 agosto 1996     |
| 11614 Istropolitana   | 14 gennaio 1996   |
| 11636 Pezinok         | 27 dicembre 1996  |
| 11657 Antonhajduk     | 5 marzo 1997      |
| 12482 Pajka           | 23 marzo 1997     |
| 13154 Petermrva       | 7 settembre 1995  |
| 14040 Andrejka        | 23 agosto 1995    |
| 14098 Šimek           | 24 agosto 1997    |
| 14509 Lučenec         | 9 marzo 1996      |
| 14968 Kubáček         | 23 agosto 1997    |
| 15860 Siráň           | 20 aprile 1996    |
| 15946 Satinský        | 8 gennaio 1998    |
| 16869 Košinár         | 10 gennaio 1998   |
| 20180 Annakolény      | 27 dicembre 1996  |
| 20664 Senec           | 31 ottobre 1999   |
| 22429 Jurašek         | 22 febbraio 1996  |
| 22440 Bangsgaard      | 17 maggio 1996    |
| 24194 Paľuš           | 8 dicembre 1999   |
| 24949 Klačka          | 4 agosto 1997     |
| 24959 Zielenbach      | 3 ottobre 1997    |
| 27896 Tourminator     | 13 luglio 1996    |
| 29650 Toldy           | 23 novembre 1998  |
| 31234 Bea             | 7 febbraio 1998   |
| 33137 Strejček        | 20 febbraio 1998  |
| 33175 Isabellegleeson | 22 marzo 1998     |
| 35621 Lorius          | 15 maggio 1998    |
| 39892 Evaseidlová     | 23 marzo 1998     |
| 42849 Podjavorinská   | 15 settembre 1999 |
| 60972 Matenko         | 23 maggio 2000    |
| 66669 Aradac          | 12 ottobre 1999   |
| 71282 Holuby          | 6 gennaio 2000    |
| 123852 Jánboďa        | 15 febbraio 2001  |

Adrián Galád (1970) è un astronomo slovacco.
Il Minor Planet Center gli accredita le scoperte di ottantuno asteroidi, effettuate tra il 1995 e il 2009, in parte in collaborazione con altri astronomi: Štefan Gajdoš, Dušan Kalmančok, Peter Kolény, Leonard Kornoš, Alexander Pravda e Juraj Tóth.